# كراشا (روسيا)
كراشا (بالروسية: Караша)‏ هو محلة ريفية (أ سيلو) والمركز الإداري لكاراشينسكي سيلسوفيت, منطقة لاكسكي, جمهورية داغستان، روسيا. كان عدد السكان 167 اعتبارا من عام 2010. هناك 3 شوارع.

## الجغرافيا
تقع كراشا على بعد 12 كم شمال شرق كوموخ (المركز الإداري للمقاطعة) عن طريق البر. أونتشوكاتل وكاماشا هما أقرب المناطق الريفية.

## الجنسيات
لاكس يعيشون هناك.